# Llimonaea
Llimonaea är ett släkte av lavar. Llimonaea ingår i ordningen Arthoniales, klassen Arthoniomycetes, divisionen sporsäcksvampar och riket svampar.
|           | Roccellaceae                                                                      |
|           |                                                                                   |
|           | Melaspileaceae                                                                    |
|           |                                                                                   |
|           | Chrysothricaceae                                                                  |
|           |                                                                                   |
|           | Arthoniaceae                                                                      |
|           |                                                                                   |
| Llimonaea | \| \| Llimonaea cerebriformis \| \| \| \| \| \| Llimonaea californica \| \| \| \| |
|           | \| \| Llimonaea cerebriformis \| \| \| \| \| \| Llimonaea californica \| \| \| \| |
|           | Llimonaea cerebriformis                                                           |
|           |                                                                                   |
|           | Llimonaea californica                                                             |
|           |                                                                                   |

|  | Llimonaea cerebriformis |
|  |                         |
|  | Llimonaea californica   |
|  |                         |

## Bildgalleri

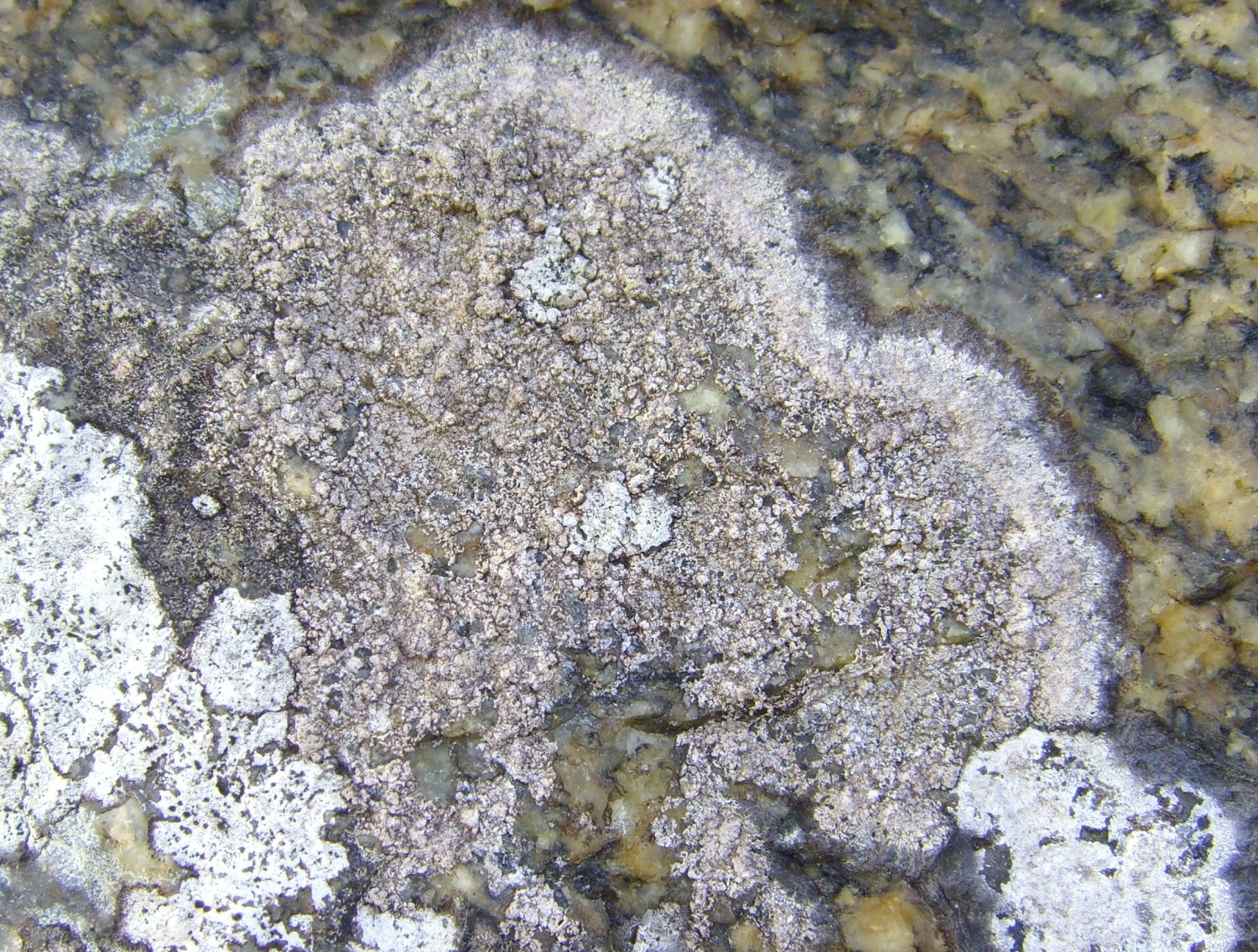